# Västeuropeisk tid
| Tidszoner i Europa |                      |                                                                                                |                   |
|                    | GMT WET              | Greenwichtid Västeuropeisk tid                                                                 | UTC±0 UTC±0       |
|                    | GMT WET WEST BST IST | Greenwichtid Västeuropeisk tid Västeuropeisk sommartid Brittisk sommartid Irländsk standardtid | UTC±0 UTC±0 UTC+1 |
|                    | CET CEST             | Centraleuropeisk tid Centraleuropeisk sommartid                                                | UTC+1 UTC+2       |
|                    | EET KALT             | Östeuropeisk tid Kaliningradtid                                                                | UTC+2             |
|                    | EET EEST             | Östeuropeisk tid Östeuropeisk sommartid                                                        | UTC+2 UTC+3       |
|                    | MSK TRT              | Moskvatid Turkisk tid                                                                          | UTC+3             |
|                    | AMT AZT GET          | Armenisk normaltid Azerbajdzjansk normaltid Georgisk tid                                       | UTC+4             |

Västeuropeisk tid (Western European Time; förkortat WET) är en tidszon som sammanfaller med Koordinerad universell tid (UTC) och Greenwich Mean Time (GMT) och täcker delar av västra Europa: Brittiska öarna, Portugal utom ögruppen Azorerna, Kanarieöarna, Färöarna och Island. I alla länder utom Island (och åren 1968–1971 Storbritannien) tillämpas västeuropeisk sommartid (Western European Summer Time=UTC+1) mellan sista söndagen i mars klockan 1:00 UTC (=2:00 WEST) och samma klockslag sista söndagen i oktober.
Tidigare har även Frankrike (från 1911), Belgien (1892–1914 utan sommartid och från 1919 med sommartid), Luxemburg (från 1918), Monaco (från 1911) och Andorra (från 1901) ingått i tidszonen; de tre förstnämnda tvingades skifta till Centraleuropeisk tid (CET=UTC+1) 1940 med anledning av tyska invasionen under andra världskriget (men Frankrike återgick till västeuropeisk tid tillfälligt 1944–45) medan de två sistnämnda övergick till CET 1945 respektive 1946. Spanien, som också övergick till CET, har rekommenderats att skifta till WET.